# Симанович, Арон Самуилович
Аро́н Си́мхович (Си́монович, Самуи́лович) Симано́вич (15 февраля 1872, Вильна — 31 июля 1944, Освенцим) — российский купец 1-й гильдии, мемуарист, получивший известность как личный секретарь Григория Распутина.

## Биография
Родился 15 февраля 1872 года по одним данным в Вильне, по другим в Киеве.
Начинал с капиталом в триста рублей как часовщик. Владел часовым, позже ювелирным магазином в Мозыре и в Киеве. По данным цензовой переписи 1911 года Симанович занимался часами, серебром, золотом и бриллиантами В 1902 году (по другим данным в 1906 году) переехал в Петербург, где занимался поставкой ювелирных изделий высшей аристократии, в том числе — императрице. Кроме того Симанович зарабатывал на жизнь игрой в азартные игры, содержанием игорных домов и ростовщичеством.

## Отношения с Распутиным
О месте и обстоятельствах знакомства с Распутиным Симановича достоверно неизвестно. По одним сведениям первая встреча произошла в Киеве, по другим — в Санкт-Петербурге благодаря посредничеству известного авантюриста князя Михаила Андроникова. Предупредив Распутина о готовившемся в начале 1916 года министром внутренних дел А. Н. Хвостовым его убийстве, окончательно стал доверенным лицом Распутина. Согласно записям службы наружного наблюдения, Симанович почти ежедневно бывал у Распутина.

## Дальнейшая судьба и смерть
После Февральской революции был арестован в Петрограде и заключён в «Кресты». Симанович был выпущен министром юстиции М. Н. Переверзевым под залог в двести тысяч рублей и под условие, что он как можно скорее покинет Петроград. Однако ему пришлось заплатить ещё сорок тысяч рублей за услуги адвокатов. После освобождения уехал в Москву, откуда через Киев, Одессу и Новороссийск эмигрировал в Берлин.
В 1923 и 1934 годах посетил США.
В 1924 году переехал с семьёй в Париж, где находился в лагере для лиц без гражданства.
В 1926—1929 годы занимался подделкой советских денежных знаков.
Во время немецкой оккупации Франции был интернирован в лагерь для лиц без гражданства, затем депортирован в Освенцим. Скончался 31 июля 1944 года.

## Семья
Имел нескольких братьев, а также сестру Либби (умерла в 1898 году в возрасте 2 лет).
Одного из братьев звали Хаимысл (Хаим-Несель) Симанович (1868—?). Согласно цензовой переписи 1903 года он был торговцем серебром и золотом. В 1916 году Хаимысл значился как мещанин местечка Калинковичи Речицкого уезда Минской губернии и беженец.
Его жена Теофилия (1876—?) умерла своей смертью. У них было шесть детей — Семён (1888—?), Иоанн (1897—1978), Иосиф, Мария (1900—?), Соломон (1901—43), Клара (1902—?). Сын Соломон (Семён) Аронович Симанович (1901, Киев — 28 марта 1943, Собибор) был депортирован из Франции в Собибор 23 марта 1943 года.
Другой сын — Иоан Аронович Симанович после Второй мировой войны жил в Монровии (Либерия) В детстве Г. Е. Распутин вылечил его от «пляски святого Витта». Иногда он замещал отца, был секретарём Распутина. В 1935 году покинул Францию и выехал в Либерию, где открыл ресторан «Распутин». Был личным другом президента страны Табмена, хорошо знаком и с его преемником Толбертом. Часто бывал в представительстве СССР в Либерии, был знаком с семьёй первого посла СССР в этой стране Д. Ф. Сафоновым. И. А. Симанович скончался от инсульта в 1978 году в Монровии.

## «Распутин и евреи. Воспоминания личного секретаря Григория Распутина»
В эмиграции написал книгу «Распутин и евреи. Воспоминания личного секретаря Григория Распутина», где автобиографически представил историю своих отношений с Распутиным. Впервые она была издана в 1921 году на русском языке в Риге издательством «Ориент» и напечатана в типографии Д. Апта. В 1924 и 1928 годы была переиздана.
В сентябре 1928 года французский журнал «Новая Европа» опубликовал один из первых переводов на иностранный язык. В том же году в Берлине под названием «Распутин, всемогущий крестьянин» вышло первое отдельное переводное издание. В 1930 году книга под названием «Raspoutine, par son secrétaire Aron Simanovitch» (рус. Распутин в описании его секретаря Арона Симановича) в переводе С. де Лео и М. Д. Нагловской была издана на французском языке известным издательством Галлимар. До конца года книга выдержала 12 изданий. В 1933 году в Сантьяго де Чили книга была издана на испанском языке. В 1943 году книга под названием «Царь, колдун и евреи» вышла в берлинском издательстве «Нибелунген» и амстердамском «Вестланд».

### Критика
Историк С. П. Мельгунов отмечал:
Только иностранец, не очень критически разбирающийся в русских источниках, может серьёзно сослаться на фантастическое в полном смысле этого слова воспоминание Симановича как на источник, которому можно доверять <…> Не он, конечно, сочинил свои примечательные воспоминания — шедевр сочетания двух классических типов русской литературы: гоголевского «Хлестакова» и «Вральмана» Фонвизина.

Историк Г. З. Иоффе в своей рецензии на книгу Э. С. Радзинского «Распутин: жизнь и смерть» отмечал, что:
Симанович был проходимцем такого уровня, что «мемуарам» его может доверять, по выражению одного киногероя, только «самый глупый дурак».

Писатель и публицист С. В. Фомин отмечает:
Характерно, что эти насквозь лживые «воспоминания» А. Симановича, неоднократно переиздававшиеся в годы перестройки, послужили одним из основных источников для скандально известного романа В. Пикуля «У последней черты» и беспомощного «исследования» Л. Миллер «Царская Семья — жертва тёмной силы» (Мельбурн. 1998), авторы которых заодно с Г. Е. Распутиным обливали грязью и Святых Царственных мучеников. Такова логика подобной клеветы, исключений из которой не было и не может быть.